# 中桐望
中桐 望（なかぎり のぞみ、1987年-）は、日本のクラシック音楽のピアニスト。

## 略歴
岡山県岡山市生まれ。3歳よりピアノを始める。岡山県立岡山城東高等学校 を経て、東京藝術大学音楽学部器楽科ピアノ専攻を首席で卒業。在学中に藝大モーニングコンサートや新卒業生紹介演奏会で藝大フィルとコンチェルトで共演する他、同声会新人演奏会やヤマハ音大フェスティバル2010、藝大アーツ・イン東京丸の内「三菱地所賞」受賞記念リサイタル等に出演。2013年、東京藝術大学大学院修士課程を首席で修了。
これまでに岡山フィルハーモニック管弦楽団、関西フィルハーモニー管弦楽団、藝大フィルハーモニア、東京フィルハーモニー交響楽団、東京交響楽団、ヴァレス交響楽団等のオーケストラと共演、国内外でのリサイタルや音楽祭、NHK-FM『リサイタル・ノヴァ』に出演している。2014年1月にサル・コルトーでパリデビュー、4月にルネスホール（岡山市）、宗次ホール（名古屋）、浜離宮朝日ホールデビューリサイタルを開催した。2014年秋よりロームミュージックファンデーション奨学生としてポーランドのビドゴシチ音楽学校に留学している。
これまでにピアノを内山優子、近藤邦彦、平川眞理、芦田田鶴子、大野眞嗣、角野裕、エヴァ・ポブウォツカらに、ピアノデュオを角野裕、室内楽を岡山潔、伊藤恵に師事。

## ディスコグラフィー
- ショパン＆ラフマニノフ（2015年、オクタヴィアレコード）

## 受賞歴
- 2006年 - 第17回吹田音楽コンクールピアノソロ部門第1位。
- 2006年 - 第17回吹田音楽コンクール・ピアノデュオ部門で最高位[13]。
- 2009年 - 第78回日本音楽コンクール第2位。
- 2010年までに、東京芸術大学からアリアドネ・ムジカ賞、アカンサス音楽賞、安宅賞、大賀典雄賞、同声会賞、三菱地所賞。
- 2010年 - 第11回岡山芸術文化賞グランプリ受賞[14]。
- 2011年 - 第3回ロザリオ・マルシアーノ国際ピアノ・コンクール(ウィーン) ＜Cat. 4＞第2位、併せてコンクール委嘱新曲課題曲最優秀演奏者Sonja Huber賞。
- 2012年 - 第58回マリア・カナルス・バルセロナ国際音楽演奏コンクール(スペイン・バルセロナ)第2位、併せて聴衆賞受賞。
- 2012年 - 第8回浜松国際ピアノコンクール第2位。
- 2013年 - 東京芸術大学からクロイツァー賞、大学院アカンサス賞、藝大クラヴィーア大賞。
- 2013年 - 第18回シューベルト国際ピアノデュオコンクール(チェコ)第1位、併せてシューベルト賞を受賞。[15]
- 2013年 - ドイツ Schlitz ピアナーレ国際ピアノコンクール第1位。
- 2015年 - 第42回 日本ショパン協会賞受賞。